# 通麦虾脊兰
通麦虾脊兰（学名：Calanthe griffithii）为兰科虾脊兰属下的一个种。

## 扩展阅读
- 維基物種上的相關：通麦虾脊兰